# Liste der Stolpersteine in Westland

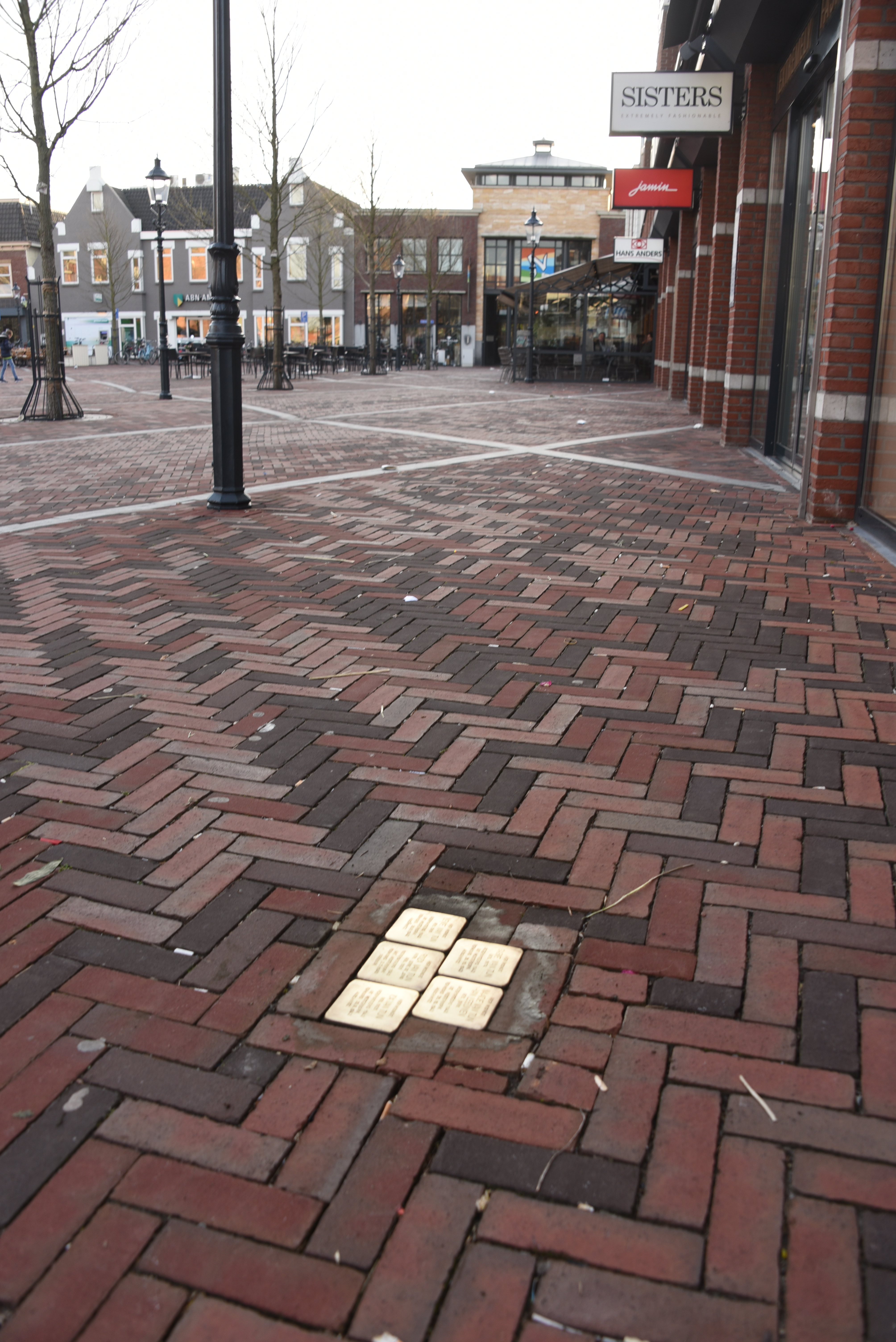
Stolpersteine in Naaldwijk

Die Liste der Stolpersteine in Westland umfasst die Stolpersteine, die vom deutschen Künstler Gunter Demnig in Westland verlegt wurden, einer Gemeinde im Westen der niederländischen Provinz Zuid-Holland. Stolpersteine sind Opfern des Nationalsozialismus gewidmet, all jenen, die vom NS-Regime drangsaliert, deportiert, ermordet, in die Emigration oder in den Suizid getrieben wurden. Demnig verlegt für jedes Opfer einen eigenen Stein, im Regelfall vor dem letzten selbst gewählten Wohnsitz.
Die ersten und bislang einzigen Verlegungen in der Gemeinde Westland fanden am 25. Februar 2016 statt.

## Verlegte Stolpersteine
Insgesamt wurden im Gemeindegebiet von Westland zehn Stolpersteine verlegt.

### Monster
In der Kleinstadt Monster wurden fünf Stolpersteine an einer Anschrift verlegt.
| Stolperstein | Übersetzung                                                                                                   | Verlegort                | Name, Leben                            |
| ------------ | --- | ------------------------ | -------------------------------------- |
|              | HIER WOHNTE LEVIE VAN LEEUWEN GEB. 1917 DEPORTIERT 1942 AUS WESTERBORK ERMORDET 30.9.1942 AUSCHWITZ           | Monster, Zeestraat 29–31 | Levie van Leeuwen (1917–1942)          |
|              | HIER WOHNTE EVA VAN LEEUWEN -VAN DIJK GEB. 1887 DEPORTIERT 1942 AUS WESTERBORK ERMORDET 19.10.1942 AUSCHWITZ  | Monster, Zeestraat 29–31 | Eva van Leeuwen-Van Dijk (1887–1942)   |
|              | HIER WOHNTE DINA VAN LEEUWEN -SANDERS GEB. 1916 DEPORTIERT 1942 AUS WESTERBORK ERMORDET 30.9.1942 AUSCHWITZ   | Monster, Zeestraat 29–31 | Dina van Leeuwen-Sanders (1916–1942)   |
|              | HIER WOHNTE ISRAËL MESRITZ GEB. 1916 DEPORTIERT 1942 AUS WESTERBORK ERMORDET 30.9.1942 AUSCHWITZ              | Monster, Zeestraat 29–31 | Israël Mesritz (1916–1942)             |
|              | HIER WOHNTE LOUISE MESRITZ -VAN LEEUWEN GEB. 1919 DEPORTIERT 1942 AUS WESTERBORK ERMORDET 30.9.1942 AUSCHWITZ | Monster, Zeestraat 29–31 | Louise Mesritz-Van Leeuwen (1919–1942) |

### Naaldwijk
In der früher selbständigen Gemeinde Naaldwijk wurden fünf Stolpersteine an einer Anschrift verlegt.
| Stolperstein | Übersetzung | Verlegort                     | Name, Leben                             |
| ------------ | --- | ----------------------------- | --------------------------------------- |
|              | HIER WOHNTE GABIE VAN TIJN GEB. 1874 DEPORTIERT 1942 AUS WESTERBORK ERMORDET 26.10.1942 AUSCHWITZ                | Naaldwijk, Wilhelminaplein 15 | Gabriël van Tijn (1874–1942)            |
|              | HIER WOHNTE IDA VAN TIJN GEB. 1925 DEPORTIERT 1942 AUS WESTERBORK ERMORDET 30.9.1942 AUSCHWITZ                   | Naaldwijk, Wilhelminaplein 15 | Ida van Tijn (1925–1942)                |
|              | HIER WOHNTE LEVIE VAN TIJN GEB. 1918 DEPORTIERT 1942 AUS WESTERBORK ERMORDET 30.9.1942 AUSCHWITZ                 | Naaldwijk, Wilhelminaplein 15 | Levie van Tijn (1918–1942)              |
|              | HIER WOHNTE ROZA VAN TIJN VERH. LEVIE DE JONG GEB. 1921 DEPORTIERT 1943 AUS WESTERBORK ERMORDET 2.7.1943 SOBIBOR | Naaldwijk, Wilhelminaplein 15 | Roza van Tijn (1921–1943)               |
|              | HIER WOHNTE NAATJE VAN TIJN -VAN LEEUWEN GEB. 1886 DEPORTIERT 1942 AUS WESTERBORK ERMORDET 26.10.1942 AUSCHWITZ  | Naaldwijk, Wilhelminaplein 15 | Naatje van Tijn-van Leeuwen (1886–1942) |

## Verlegedatum
- 25. Februar 2016, verlegt von Gunter Demnig persönlich[12]